# Chiesa di Santa Maria (Devia)
La chiesa di Santa Maria di Devia, ufficialmente chiesa di Santa Maria di Monte d'Elio, è un gioiello del romanico pugliese, in cui si custodiscono cicli di affreschi dal gusto bizantineggiante, datati tra i secc. XII e XIV. Si trova nel territorio di San Nicandro Garganico.

## Architettura
È a pianta basilicale, a tre navate absidate.
Nel periodo successivo all'abbandono dell'abitato, l'edificio venne custodito dagli eremiti, che incontrarono difficoltà per mantenere in piedi una costruzione di siffatte dimensioni. Dopo la loro estinzione, la chiesa fu destinata a ricovero di animali fino al crollo della copertura, che rese l'edificio inutilizzabile per secoli.
Nel 1969 furono decisi i restauri, che hanno consentito il recupero dell'edificio e del ciclo di affreschi conservato all'interno.

### L'esterno
Si presenta con linee semplici, le decorazioni sono limitate a pochi elementi.
La facciata è a salienti (suggerisce quindi la ripartizione interna in navate) e termina in alto con un campaniletto a vela aggiunto più tardi. In corrispondenza del campanile, più in basso, si apre una piccola finestra circolare sovrastata da una croce (leggermente spostata rispetto all'asse longitudinale) segnata nella muratura.
Il portale ad arco è leggermente incassato nel piano della muratura e presenta tre conci di pietra rossastra.
Nei prospetti laterali si aprono alcune monofore e delle finestre circolari.
Le absidi sono decorate con degli archetti ciechi cui si aggiungono, nell'abside maggiore, delle costolonature verticali; su ognuna si apre una monofora.

### L'interno
Le tre navate interne sono divise tra loro mediante colonne circolari prive di basi e terminanti con capitelli cubici. La presenza di un pilastro nella campata a sud, vicino al presbiterio, fa pensare che la scelta di utilizzare le colonne avvenne in fase di costruzione, quando dalla parte absidale ci si muoveva verso la facciata.

#### Gli affreschi
Il ciclo di affreschi conservato all'interno della chiesa è databile dal XII-XIII secolo (navata ed abside destre) al XIV-XV secolo (navata sinistra e abside centrale).
Nel catino absidale destro è un busto del Cristo Pantocrator con tunica rosa e mantello verde/blu. Ai lati del nimbo crucesignato c'è il Monogramma di Cristo nella forma "IC XC". Nella mano destra regge un volumen sul quale appare il passo evangelico «Ego sum lux mundi» (Giovanni 8, 12).
La parete della navata destra inizia, dal presbiterio, con una teoria di sei Santi a figura intera inseriti entro arcatelle che poggiano su colonnine. Le figure, con nimbo perlinato, sono incorniciate da due fasce ornamentali: una superiore e una inferiore. La diversa decorazione della fascia superiore e delle arcatelle, divide i sei Santi in due triadi. La prima rappresenta probabilmente tre apostoli: sono riconoscibili iconograficamente San Paolo, San Pietro e Sant'Andrea. Paolo è raffigurato con barba e capelli bruni, mentre Pietro e Andrea con barba e capelli bianchi. La seconda triade è composta da un santo monaco, un santo pellegrino e un altro irriconoscibile perché molto rovinato. Un riquadro successivo presenta una Theotókos Odeghitria nimbata e seduta su un trono decorato; il Bambino ha il nimbo crucesignato. Accanto, due sante martiri nel gesto dell'acclamatio reggono ognuna una croce dorata; i loro abiti sono preziosamente decorati e indossano sulla testa delle cuffie a calotta. Il pannello che segue era in origine San Leonardo (ancora parzialmente visibile) riconoscibile da un'iscrizione laterale; a questo è stato sovrapposto, in un secondo momento, un affresco rappresentante una santa regina ed un giovane santo imberbe.
Oltre la porta laterale di accesso, abbiamo gli ultimi due pannelli, raffiguranti quattro santi Vescovi benedicenti con pastorale ed un Sant'Ippolito a cavallo.
La navata sinistra ospita una Madonna in trono con Bambino e Santi (è iconograficamente riconoscibile solo Giovanni Battista, ci sono poi un santo pellegrino, un santo monaco, ed un altro molto rovinato) ed una Annunciazione (visibile solo parzialmente).
La conca absidale centrale ospita una Deesis di messaggio probabilmente escatologico: al centro un Cristo Pantocratore imberbe e nimbato è seduto su un trono; indossa una tunica rossa ed un mantello verde/blu. Ha la mano destra benedicente alzata, e nella sinistra regge un volumen la cui iscrizione non è chiara: probabilmente è ricordato ancora una volta il passo di Giovanni «Ego sum lux mundi». Ai lati del Cristo ci sono la Vergine, con nimbo e abito marrone, che offre il seno e San Giovanni Battista, anch'egli nimbato, con le braccia incrociate sul petto. Sulla parte inferiore alcune trombe, quattro da una parte e tre dall'altra, richiamano i  «sette suoni di tromba» dell'Apocalisse. In alto, in corrispondenza della Vergine e del Battista, due angeli (probabilmente Serafini) reggono un cartiglio con l'iscrizione S S S, abbreviazione dell'acclamazione "Sanctus, Sanctus, Sanctus" (Isaia, 6, 1-3).